# McLaren MP4/2
El McLaren MP4/2 fue un monoplaza de Fórmula 1 diseñado por John Barnard que fue usado por el equipo McLaren para la temporada 1984. Una iteración del mismo, el MP4/2B, se usó en la temporada de 1985, y una versión ligeramente actualizada, el MP4/2C, que corrió en la temporada de 1986. Se basaba estrechamente en el modelo MP4/1E que se utilizó como vehículo de prueba, utilizado en las carreras finales de 1983.

## Historia

### 1984

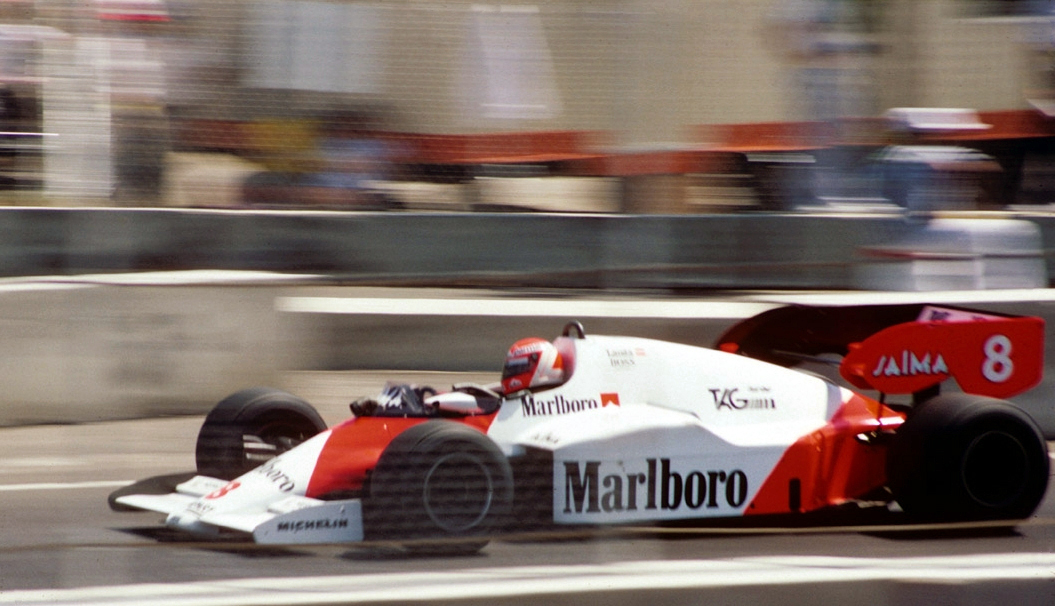
Niki Lauda conduciendo el MP4/2 en el Gran Premio de los Estados Unidos de 1984.

Al igual que la mayoría de sus principales competidores (además del Williams FW09), el automóvil utilizó un chasis de fibra de carbono creado por el diseñador del automóvil John Barnard con su predecesor, el MP4/1. El coche estaba propulsado por un motor turbo TAG-Porsche de 1.5 litros y 90 ° V6 que producía 650 bhp (485 kW) en la configuración de carrera y hasta 800 bhp (597 kW; 811 PS) en el set de calificación. es decir, con la máxima presión turbo. El motor se utilizó por primera vez en el Gran Premio de los Países Bajos de 1983, ante la insistencia del veterano Niki Lauda, quien consideró que el nuevo motor requería pruebas de carrera antes de poder montar un desafío de campeonato. El MP4/1, que corrió con el motor Cosworth DFY V8, se modificó a las especificaciones MP4/1E para tomar el nuevo motor y en la última carrera de la temporada 1983 en Sudáfrica, Lauda demostró que el auto era competitivo, corriendo al frente del campo y desafiante para la ventaja de la carrera. Estaba en segundo lugar con solo seis vueltas restantes, pero su carrera terminó con falla eléctrica en la vuelta 71 del circuito de Kyalami.
A Lauda se le unió en 1984 Alain Prost, quien había perdido por poco el campeonato de 1983 ante Nelson Piquet (Brabham) por solo dos puntos. El francés fue abiertamente crítico con respecto a la falla de Renault en desarrollar el Renault RE40 y fue despedido dos días después de que finalizara la temporada. El jefe del equipo británico, Ron Dennis, inmediatamente colocó al joven francés en el lugar de John Watson. Prost y Lauda demostraron ser una combinación formidable.. Ambos fueron impulsores de desarrollo, y ambos dieron retroalimentación técnica sobre el automóvil y el motor que impulsó el avance del automóvil mucho más que los otros equipos.
El MP4/2 era uno de los pocos coches de F1 que usaba frenos de carbono en ese momento, dándole otra gran ventaja sobre la mayoría de sus rivales en todos los circuitos de la calle o cuando las condiciones eran cálidas y secas; en particular, los frenos de carbono no eran tan buenos como los frenos de acero en pistas como los circuitos de las calles de Detroit y Dallas debido a los frenos de acero que duran más tiempo en el calor. Eso, combinado con el consumo superior de combustible de los 220 litros permitidos y la habilidad de conducción de Lauda y Prost, vio que el MP4/2 obtuvo 12 victorias en 1984, en ese momento el mayor número de victorias en una temporada por un solo equipo. Lauda le ganó a Prost el campeonato por solo medio punto en campeonato a pesar de que Prost tuvo 7 victorias ante 5 de Lauda (en la ronda final en Portugal, el francés necesitaba ganar y el austríaco terminó tercero o peor para llevarse el título. terminó en segundo lugar). Este sigue siendo el final más cercano a un campeonato en la historia de Fórmula 1.

### 1985

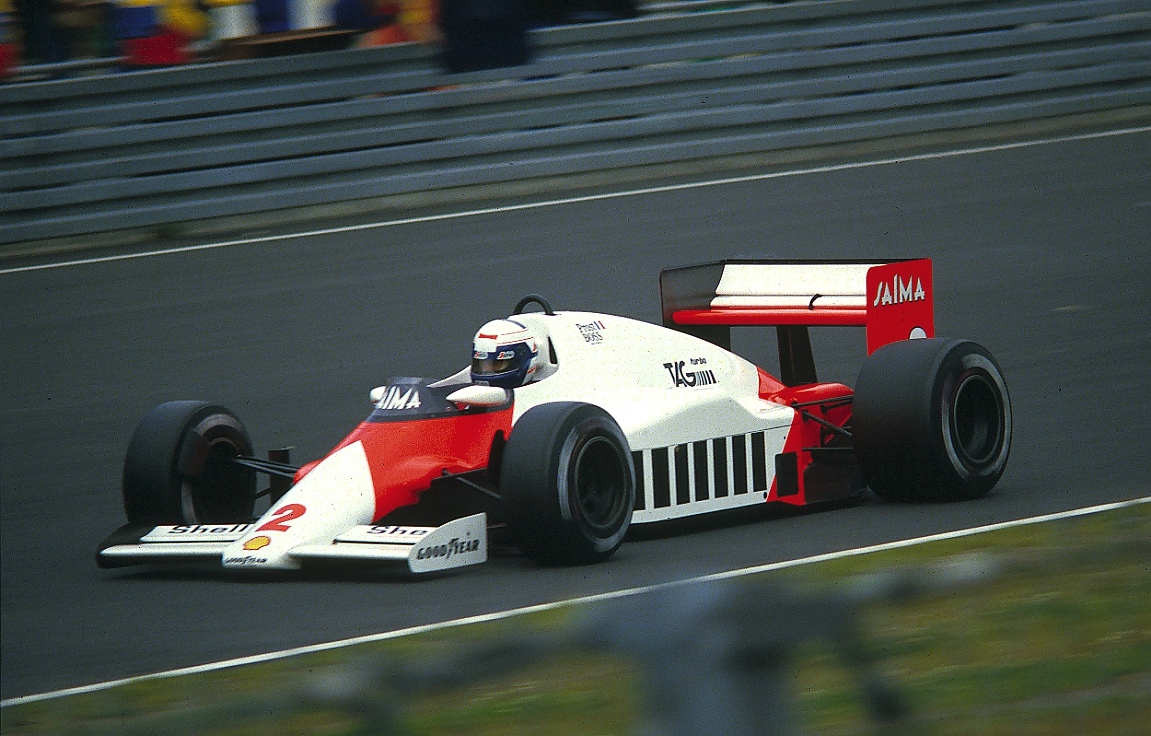
Alain Prost a bordo del McLaren MP4/2B en el Gran Premio de Alemania de 1985.

Para 1985, el MP4/2 se actualizó con una aerodinámica más limpia y alas rediseñadas (para cumplir con las nuevas reglamentaciones) y se denominó MP4/2B, mientras que Porsche refinó el motor TAG con una potencia mejorada (850 CV (634 kW) en carrera y 960 CV (716 kW, 973 CV) en calificación) y consumo de combustible. La suspensión tuvo que ser rediseñada después de que McLaren se viera obligado a cambiar de neumáticos Michelin a Goodyear cuando la compañía francesa se retiró de la categoría. Sin embargo, la competencia se vio más o menos atrapada. Michele Alboreto en su Ferrari 156/85 luchó contra Prost durante la mayor parte de la temporada, hasta la mayor fiabilidad de McLaren y su superioridad en los circuitos de alta velocidad que siguieron contados en ambos campeonatos. El francés ganó su primer campeonato con 5 victorias y concluyó el título con dos rondas por disputar al terminar 4° en el Gran Premio de Europa en Brands Hatch. McLaren se adjudicó su segundo Campeonato de Constructores sucesivos, anotando 90 puntos a los 82 de Ferrari, con Williams-Honda y Lotus-Renault empatados en 71 puntos.

### 1986

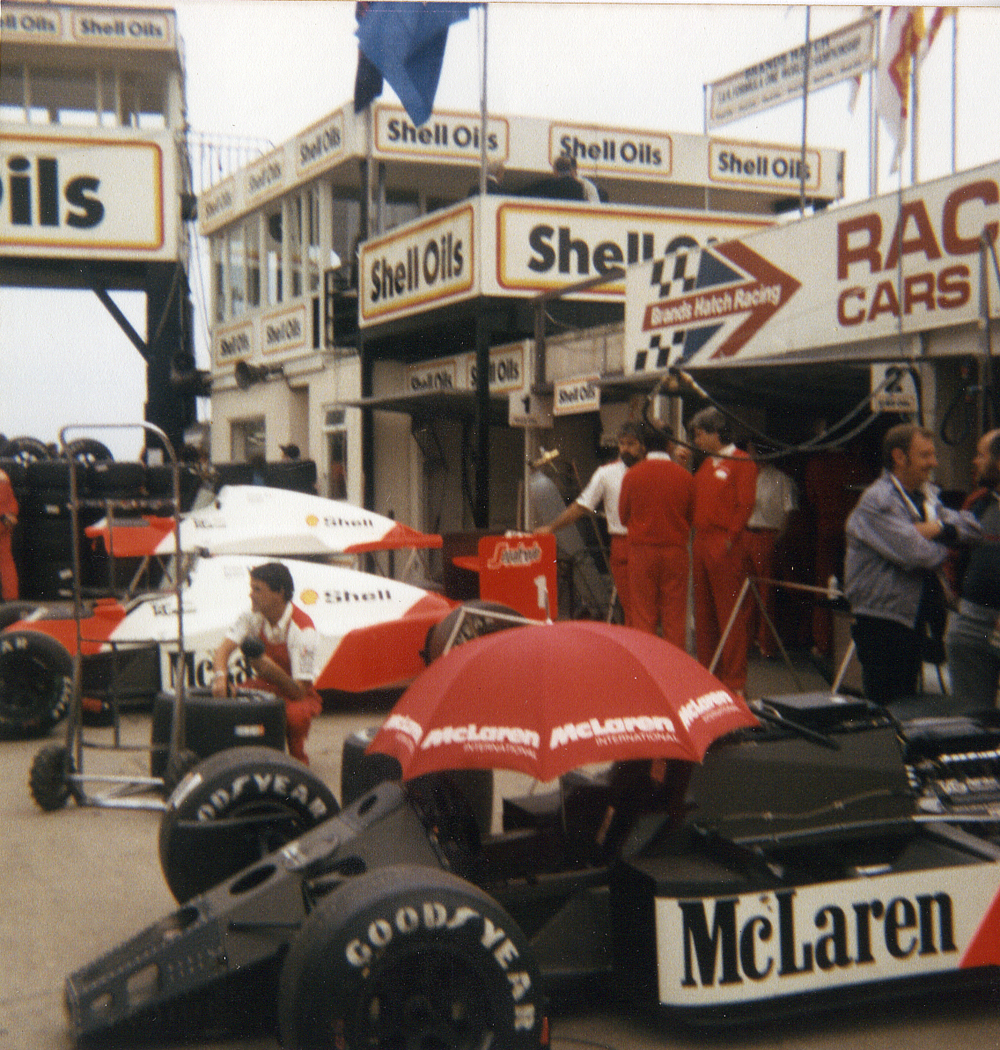
Los MP4/2C de Prost y Rosberg en el box de McLaren en Gran Bretaña.

El MP4/2 se mantuvo prácticamente sin cambios en 1986, con la exclusión de algunos ajustes en la aerodinámica que lo apodaron el MP4/2C. A Prost se unió al finlandés Keke Rosberg, campeón del mundo en 1982 cuando conducía para Williams. Sin embargo, su tarea se hizo difícil debido a la negativa de John Barnard antes de mitad de temporada para permitirle cambiar la puesta a punto. Fue solo después de que Rosberg anunció su retiro de Fórmula 1 antes del Gran Premio de Alemania en Hockenheim, la única carrera del año en la que Rosberg se clasificó en la pole position. Un problema de Keke con el monoplaza, aparte de su pesado pie derecho que lo dejó sin combustible en algunas carreras tempranas de la temporada, fue que Barnard había diseñado originalmente el coche para adaptarse a los estilos de conducción más suaves de Prost y Lauda. Antes de que Barnard cediera a la configuración, el finlandés fue superado por su compañero de equipo y, cuando pudo configurar el MP4/2C a su gusto, el campeonato se perdió para él.

## Resultados

### Fórmula 1
(Clave) (negrita indica pole position) (cursiva indica vuelta rápida)

| Año  | Chasis | Motor                     | Neu. | Pilotos      | 1   | 2   | 3   | 4   | 5   | 6   | 7   | 8   | 9   | 10  | 11  | 12  | 13  | 14  | 15  | 16  | Puntos | Pos. |
| ---- | ------ | ------------------------- | ---- | ------------ | --- | --- | --- | --- | --- | --- | --- | --- | --- | --- | --- | --- | --- | --- | --- | --- | ------ | ---- |
| 1984 | MP4/2  | TAG Porsche TTE PO1 V6 tc | M    |              | BRA | RSA | BEL | SMR | FRA | MON | CAN | USE | USA | GBR | GER | AUT | NED | ITA | EUR | POR | 143.5  | 1º   |
| 1984 | MP4/2  | TAG Porsche TTE PO1 V6 tc | M    | Alain Prost  | 1   | 2   | Ret | 1   | 7   | 1   | 3   | 4   | Ret | Ret | 1   | Ret | 1   | Ret | 1   | 1   | 143.5  | 1º   |
| 1984 | MP4/2  | TAG Porsche TTE PO1 V6 tc | M    | Niki Lauda   | Ret | 1   | Ret | Ret | 1   | Ret | 2   | Ret | Ret | 1   | 2   | 1   | 2   | 1   | 4   | 2   | 143.5  | 1º   |
| 1985 | MP4/2B | TAG Porsche TTE PO1 V6 tc | G    |              | BRA | POR | SMR | MON | CAN | USE | FRA | GBR | GER | AUT | NED | ITA | BEL | EUR | RSA | AUS | 90     | 1º   |
| 1985 | MP4/2B | TAG Porsche TTE PO1 V6 tc | G    | Niki Lauda   | Ret | Ret | 4   | Ret | Ret | Ret | Ret | Ret | 5   | Ret | 1   | Ret | PO  |     | Ret | Ret | 90     | 1º   |
| 1985 | MP4/2B | TAG Porsche TTE PO1 V6 tc | G    | Alain Prost  | 1   | Ret | DSQ | 1   | 3   | Ret | 3   | 1   | 2   | 1   | 2   | 1   | 3   | 4   | 3   | Ret | 90     | 1º   |
| 1985 | MP4/2B | TAG Porsche TTE PO1 V6 tc | G    | John Watson  |     |     |     |     |     |     |     |     |     |     |     |     |     | 7   |     |     | 90     | 1º   |
| 1986 | MP4/2C | TAG Porsche TTE PO1 V6 tc | G    |              | BRA | ESP | SMR | MON | BEL | CAN | USE | FRA | GBR | GER | HUN | AUT | ITA | POR | MEX | AUS | 94     | 2º   |
| 1986 | MP4/2C | TAG Porsche TTE PO1 V6 tc | G    | Alain Prost  | Ret | 3   | 1   | 1   | 6   | 2   | 3   | 2   | 3   | 6   | Ret | 1   | DSQ | 2   | 2   | 1   | 94     | 2º   |
| 1986 | MP4/2C | TAG Porsche TTE PO1 V6 tc | G    | Keke Rosberg | Ret | 4   | 5   | 2   | Ret | 4   | Ret | 4   | Ret | 5   | Ret | 9   | 4   | Ret | Ret | Ret | 94     | 2º   |

- [1]